# Aelurillus lucasi
Aelurillus lucasi là một loài nhện trong họ Salticidae.
Loài này thuộc chi Aelurillus. Aelurillus lucasi được Carl Friedrich Roewer miêu tả năm 1951.